# Maryia Filonchyk
Maryia Filonchyk (10 de janeiro de 1992) é uma basquetebolista profissional bielorrussa.

## Carreira
Maryia Filonchyk integrou a Seleção Bielorrussa de Basquetebol Feminino, na Rio 2016, que terminou na nona colocação.